# Parkia javanica
Parkia javanica là một loài thực vật có hoa trong họ Đậu. Loài này được (Lam.) Merr. miêu tả khoa học đầu tiên.